# Václav Homola
Václav Homola (* 28. března 1957) je bývalý československý fotbalista.

## Fotbalová kariéra
V československé lize hrál za Spartu Praha. Nastoupil v 7 ligových utkáních. Ve druhé lize hrál za TJ BSS Brandýs nad Labem.

## Ligová bilance
| Ročník                                   | Zápasy | Góly | Minuty | Klub                     |
| ---------------------------------------- | ------ | ---- | ------ | ------------------------ |
| 1. československá fotbalová liga 1980/81 | 7      | 0    | 202    | Sparta Praha             |
| Česká národní fotbalová liga 1988/89     | 18     | 0    | -      | TJ BSS Brandýs nad Labem |
| 1. LIGA CELKEM                           | 7      | 0    | 202    |                          |